# Stigmatomma
Stigmatomma es un género de hormigas perteneciente a la familia Formicidae, subfamilia Amblyoponinae. Se distribuyen por las zonas templadas y tropicales del planeta.

## Especies
Se reconocen las siguientes:
- Stigmatomma agostii (Lacau & Delabie, 2002)
- Stigmatomma amblyops Karavaiev, 1935
- Stigmatomma annae (Arnol'di, 1968)
- Stigmatomma armigerum (Mayr, 1887)
- Stigmatomma awa (Xu & Chu, 2012)
- Stigmatomma bellii (Forel, 1900)
- Stigmatomma besucheti (Baroni Urbani, 1978)
- Stigmatomma bierigi Santschi, 1930
- Stigmatomma bolabola Esteves & Fisher, 2016
- Stigmatomma boltoni (Bharti & Wachkoo, 2011)
- Stigmatomma bruni Forel, 1912
- Stigmatomma caliginosum (Onoyama, 1999)
- Stigmatomma celata Mann, 1919
- Stigmatomma cleae (Lacau & Delabie, 2002)
- Stigmatomma crenatum (Xu, 2001)
- Stigmatomma degeneratum (Borgmeier, 1957)
- Stigmatomma denticulatum Roger, 1859
- Stigmatomma egregium (Kusnezov, 1955)
- †Stigmatomma electrinum (Dlussky, 2009)
- Stigmatomma elongatum Santschi, 1912
- Stigmatomma emeryi Saunders, 1890
- Stigmatomma eminia (Zhou, 2001)
- Stigmatomma exiguum (Clark, 1928)
- Stigmatomma falcatum (Lattke, 1991)
- Stigmatomma feae Emery, 1895
- Stigmatomma ferrugineum (Smith, 1858)
- Stigmatomma fulvidum (Terayama, 1987)
- Stigmatomma gaetulicum (Baroni Urbani, 1978)
- Stigmatomma gingivale (Brown, 1960)
- Stigmatomma glauerti (Clark, 1928)
- Stigmatomma gnoma (Taylor, 1979)
- Stigmatomma gracile (Clark, 1934)
- †Stigmatomma groehni (Dlussky, 2009)
- Stigmatomma heraldoi (Lacau & Delabie, 2002)
- Stigmatomma impressifrons Emery, 1869
- Stigmatomma irayhady Esteves & Fisher, 2016
- Stigmatomma janovitsika Esteves & Fisher, 2016
- Stigmatomma kangba (Xu & Chu, 2012)
- Stigmatomma liebe Esteves & Fisher, 2016
- Stigmatomma lucidum (Clark, 1934)
- Stigmatomma lurilabes (Lattke, 1991)
- Stigmatomma luyiae Hsu et al., 2017
- Stigmatomma luzonicum Wheeler & Chapman, 1925
- Stigmatomma meiliana (Xu & Chu, 2012)
- Stigmatomma minutum Forel, 1913
- Stigmatomma monrosi (Brown, 1960)
- Stigmatomma mulanae (Xu, 2000)
- Stigmatomma mystriops (Brown, 1960)
- Stigmatomma noonadan (Taylor, 1965)
- Stigmatomma normandi Santschi, 1915
- Stigmatomma octodentatum (Xu, 2006)
- Stigmatomma ophthalmicum (Baroni Urbani, 1978)
- Stigmatomma oregonense Wheeler, 1915
- Stigmatomma orizabanum (Brown, 1960)
- Stigmatomma pallipes (Haldeman, 1844)
- Stigmatomma papuanum (Taylor, 1979)
- Stigmatomma pertinax (Baroni Urbani, 1978)
- Stigmatomma pluto (Gotwald & Lévieux, 1972)
- Stigmatomma punctulatum (Clark, 1934)
- Stigmatomma quadratum Karavaiev, 1935
- Stigmatomma reclinatum (Mayr, 1879)
- Stigmatomma roahady Esteves & Fisher, 2016
- Stigmatomma rothneyi (Forel, 1900)
- Stigmatomma rubiginoum (Wu & Wang, 1992)
- Stigmatomma sakaii (Terayama, 1989)
- Stigmatomma sakalava Esteves & Fisher, 2016
- Stigmatomma santschii Menozzi, 1922
- Stigmatomma saundersi (Forel, 1892)
- Stigmatomma silvestrii Wheeler, 1928
- Stigmatomma smithi (Brown, 1960)
- Stigmatomma testaceum (Motschoulsky, 1863)
- Stigmatomma trigonignathum (Brown, 1949)
- Stigmatomma trilobum (Xu, 2001)
- Stigmatomma tsyhady Esteves & Fisher, 2016
- Stigmatomma xui Bharti & Rilta, 2015
- Stigmatomma zaojun (Terayama, 2009)
- Stigmatomma zoma (Xu & Chu, 2012)
- Stigmatomma zwaluwenburgi Williams, 1946